# フジハラビル
フジハラビル（ふじわらびる）は、大阪府大阪市北区にある建造物。

## 概要
現オーナーがDIYで補修してギャラリーを設け、演劇や音楽などのアート活動の場とした。
2009年から2010年にかけてNHKで放送された連続テレビ小説「ウェルかめ」のロケ地としても使用された。同ドラマで登場する「ゾメキトキメキ出版」が入る徳葉ビルの外観映像は、このフジハラビルの外観に一部手を加えたものである。

## 交通アクセス
- 地下鉄谷町線南森町駅より、南に徒歩7分。

## 周辺情報
- 大阪天満宮